# Kvarnholmen, Nacka kommun

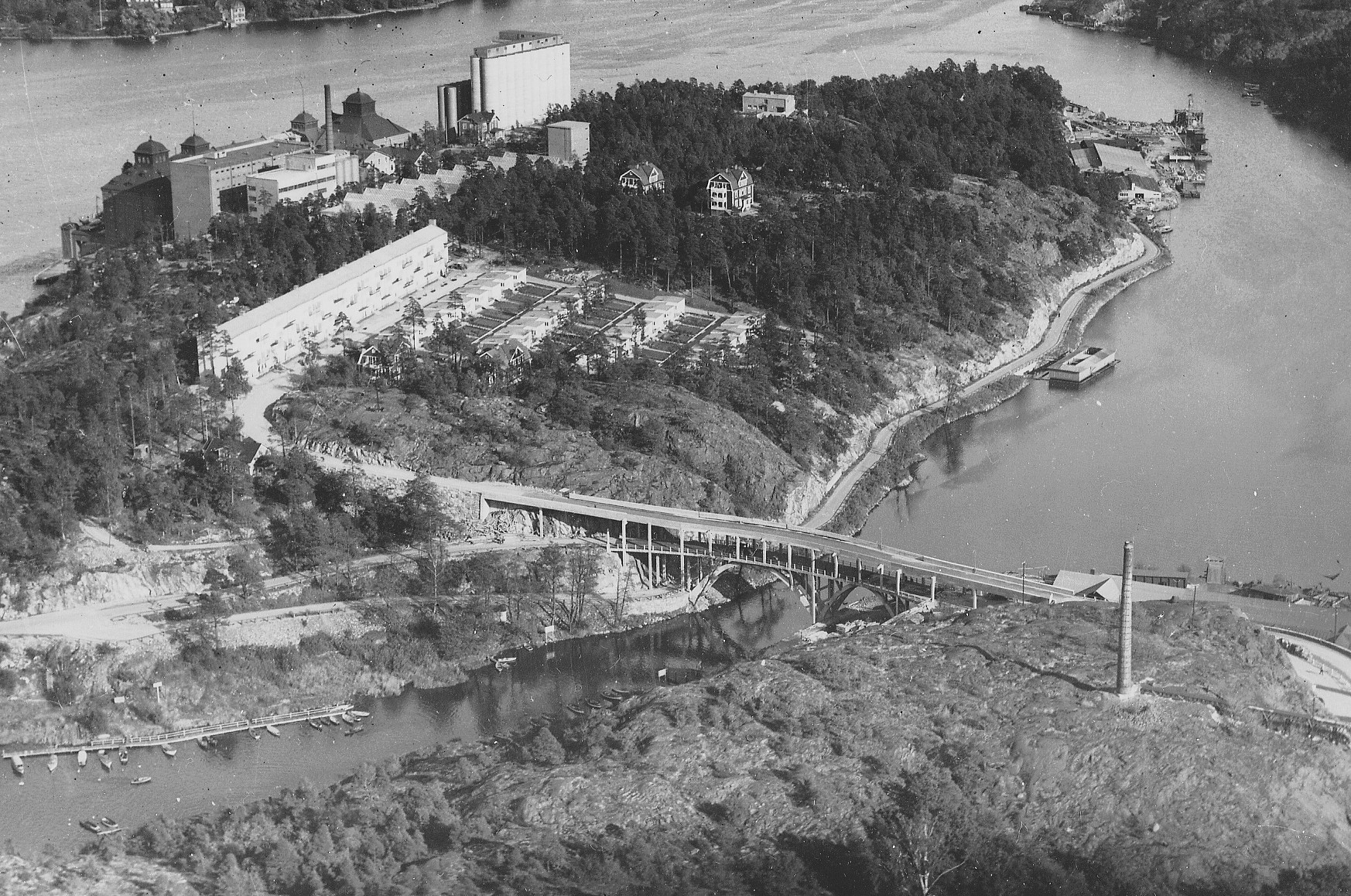
Kvarnholmen med Kvarnholmsbron 1932.

Kvarnholmen är en halvö i västra delen av Nacka kommun i Stockholms län. Den är omgiven av Saltsjön på den norra sidan samt Svindersviken på den södra och östra.
Ursprungligen var Kvarnholmen en ö, avskild genom Hästholmssundet från fastlandet. Sundet fylldes igen under 1970-talet för att skapa en bättre transportväg för öns industrier (bland annat Kvarnen Tre Kronor och en oljehamn vid Svindersvikens inlopp). Till halvön går idag Kvarnholmsbron, samt Finnbergstunneln. Huvudvägen över ön är Kvarnholmsvägen. Ytterligare trafikanknytning skapades genom Kvarnholmsförbindelsen, som invigdes för trafik år 2016.

## Historia
Kvarnholmen, som ursprungligen hette Hästholmen, var i stort sett obebyggd fram till slutet av 1700-talet, då välbärgade stockholmare lät uppföra sommarvillor på ön. Så kom det också att vara fram till slutet av 1800-talet då delar av ön togs i anspråk för industri och bostadsbyggelse. Ett annat tidigt namn för Kvarnholmen var Finnsön, vilket troligen hänger ihop med att området i äldre tider ofta besöktes av finländare och andra sjöfarare från andra sidan Östersjön.
Öns södra sida mot Svindersviken erbjöd skyddade hamnlägen, bland annat mot Gäddviken och Hästholmssundet. Skutor som skulle passera Stora sjötullen mellan Kvarnholmen och Blockhusudden kunde här göra ett uppehåll. Omkring 1910 anlades Hästholmsvarvet på öns norra sida. Varvet, som kom att bli ett av Sveriges ledande yachtvarv, flyttade senare till Lidingö.

### Historiska kartor

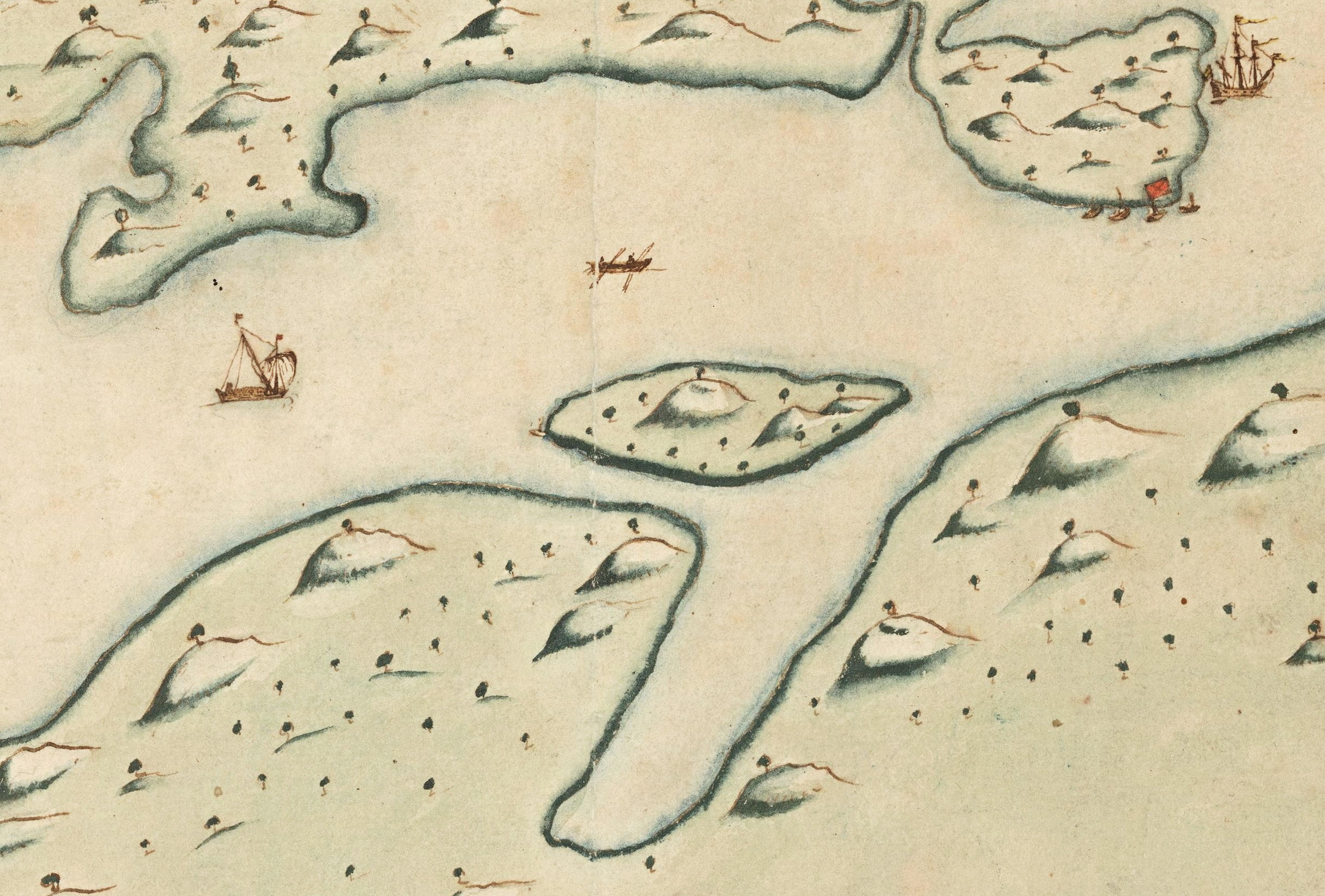
Hästholmen och Svindersviken, 1640.
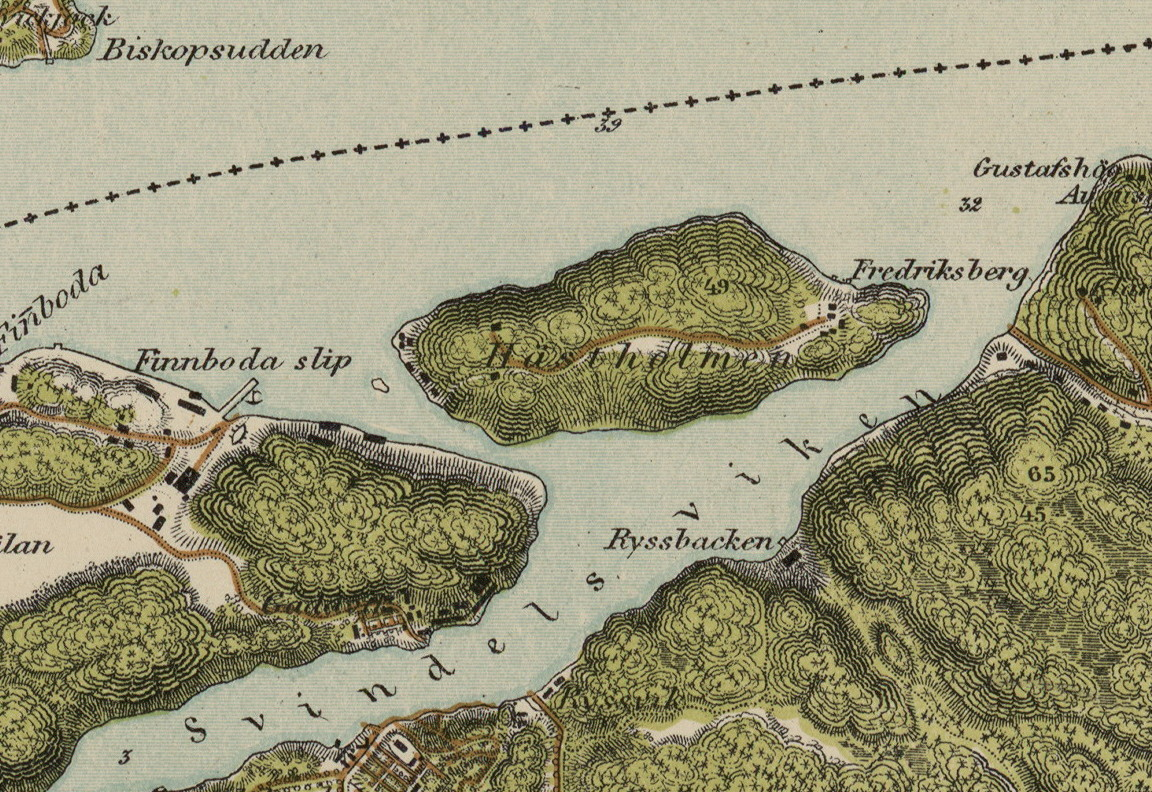
Hästholmen, 1860-tal.
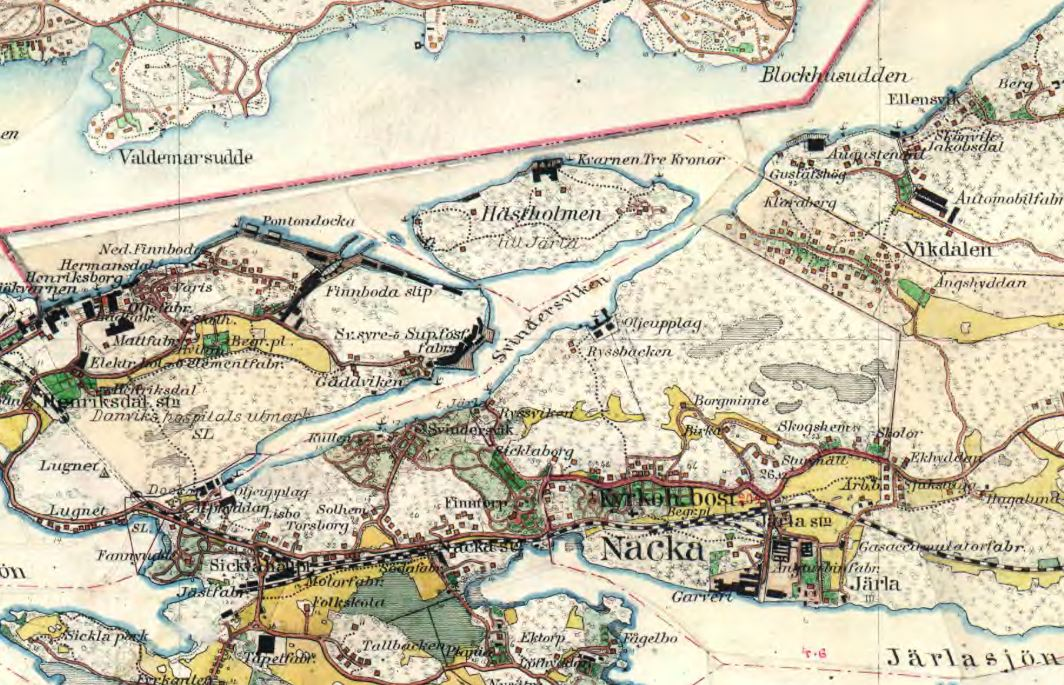
Hästholmen, Svindersviken, Nacka, 1901.
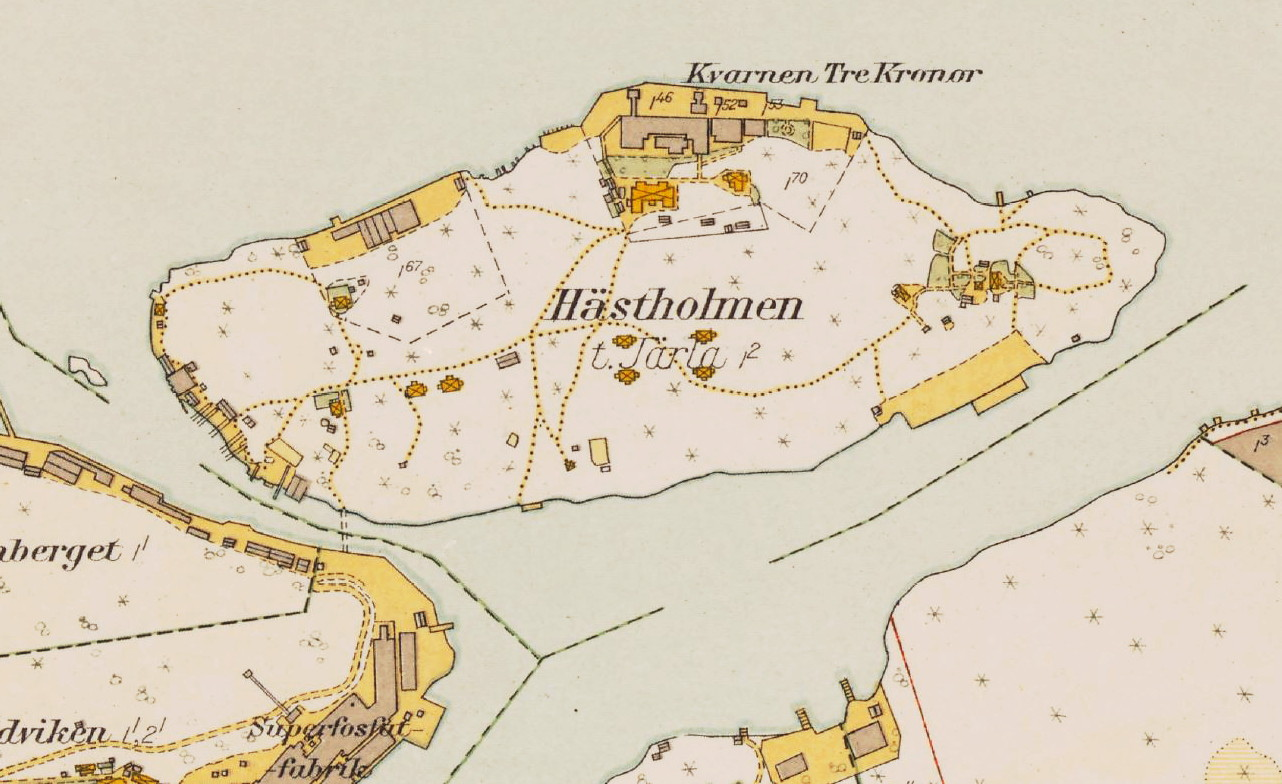
Hästholmen, 1917.

### Kvarnen Tre Kronor
År 1897 köpte företaget Qvarnaktiebolaget Tre Kronor genom sin ägare Aug. Engström & Co mark på ön, och året därpå stod kvarnbebyggelsen färdig. Byggnaderna Kvarnen Tre Kronor finns kvar och den som färdas med båt på Stockholms inlopp ser en stor, pampig tegelbyggnad på södra sidan. 
År 1922 förvärvades Hästholmen av Kooperativa förbundet (KF), och deras närvaro skulle komma att prägla området fram till 1992, då verksamheten lades ned. Sedan 2007 pågår ett stort stadsutvecklingsprojekt som syftar till att förvandla kvarnverksamhetens gamla industriområde till en stadsdel med boende, arbetsplatser, skolor och kultur. Projektet drivs av Kvarnholmen Utveckling AB (KUAB) som ägs gemensamt av JM, Peab och Folksam.

### Hästholmen blir Kvarnholmen
Namnbytet från Hästholmen till Kvarnholmen hänger samman med den snabba utveckling som skedde på ön på 1930-talet. Man hade under flera år då och då haft problem med postutdelningen. Postorten Hästholmen ligger i Östergötland (Ödeshögs kommun), och förseningar kunde lätt råka hända om adressen blev Hästholmen istället för Henriksdal, som då var närmaste poststation för ön. Inte minst den ökade inflyttningen på ön gjorde att det fanns ett stort behov av en egen post, och man bytte då helt enkelt namn till Kvarnholmen. Kvarnholmen var egen postort 1938–1957.

### Bostäder

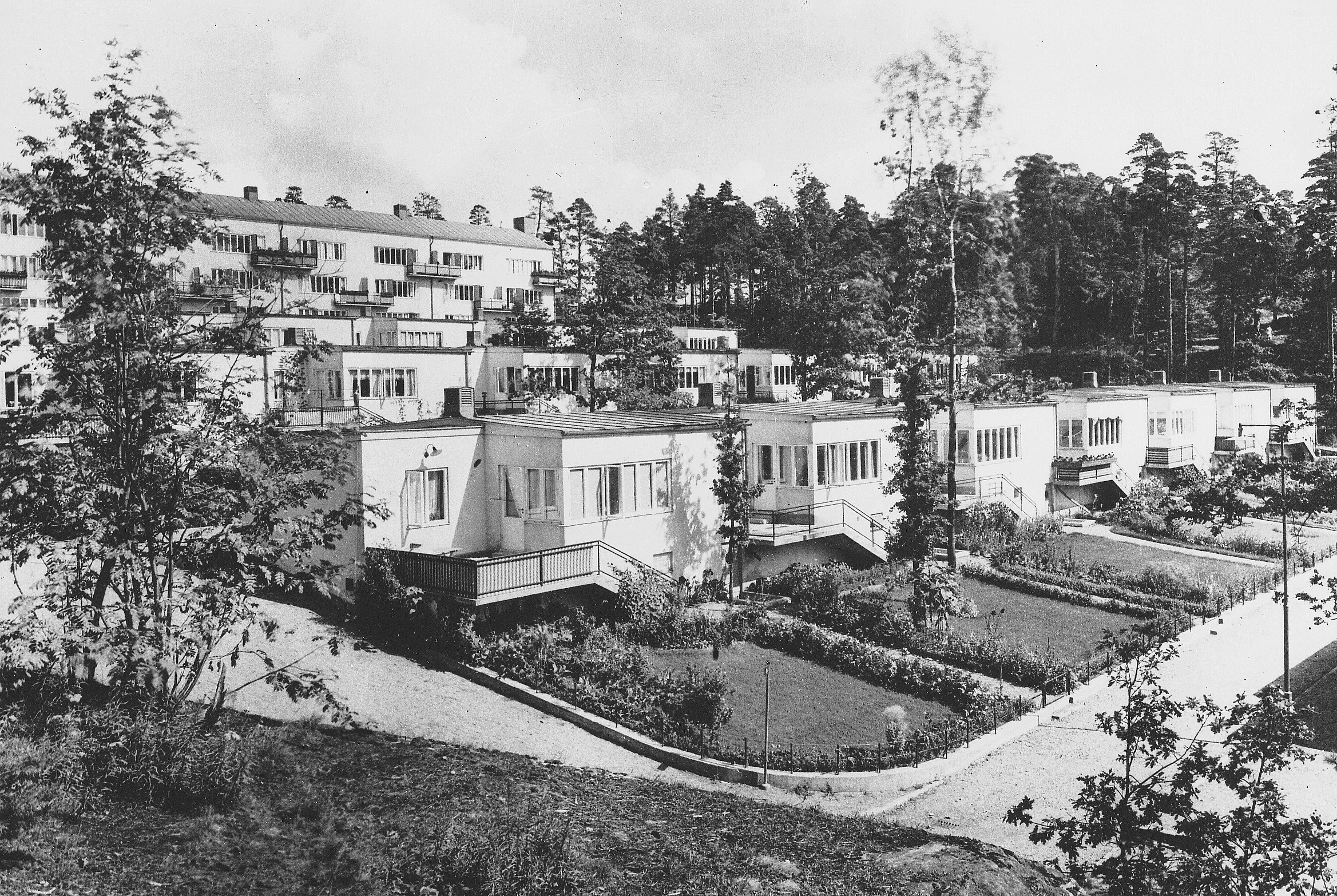
Kvarnholmens radhus 1930.

På Hästholmen östra del fanns vid 1800-talets slut Fredriksberg som nyttjats som sjökrog på 1600-talet och som sommarvilla sedan 1700-talet. Enligt gamla kartor och beskrivningar bestod bebyggelsen vid denna tidpunkt (sekelskiftet 1900) av totalt fyra bostadshus, och utöver det diverse uthus. Öster om husen bredde en trädgård ut sig. Fredriksberg revs på 1920-talet medan andra delar av bebyggelsen fanns till stora delar kvar in på 1950-talet. I samband med bygget av Kvarnholmsförbindelsen (invigd 2016) revs Fredriksbergs kvarvarande husgrunder och rester efter trädgården. 
Kring sekelskiftet 1900 uppförde Stockholms Superfosfat Fabrik, vars fabrik låg tvärs över Hästholmssundet, ett antal arbetarbostäder på Hästholmen. Av dessa återstod fyra stycken på 1970-talet, två var i så dåligt skick att de fick rivas. De två kvarvarande renoverades däremot, och innehåller idag bostäder och undervisningslokaler.
År 1928 hade antalet anställda vid Kvarnen Tre Kronor ökat så mycket att det blev nödvändigt att bygga nya bostäder. Dessa uppfördes 1928-30 på den södra sluttningen av ön med utsikt över Svindersviken. Man uppförde fyra bostadslängor med 30 radhus på två rum och kök på 68 kvadratmeter. Dessutom byggde man ett trevånings lamellhus med 54 lägenheter. Radhusen, som ritades av Olof Thunström under överinseende av chefen Eskil Sundahl. Bebyggelsen är ett tidigt exempel för den nya funktionalistiska arkitekturen i Sverige. År 1934 uppfördes ytterligare ett fyravånings bostadshus med fyrtio lägenheter om två rum och kök samt duschrum. Det kallades EPA-huset och var ritat av Arthur von Schmalensee.
Konsum Kvarnholmen uppfördes 1935 med butikslokalerna i bottenvåningen och fyra lägenheter på övervåningen. Dessförinnan hade Konsum legat i lokaler i marketenterihuset, vilka sedan istället fick bli bibliotek. Marketenteriet, som låg bredvid kvarnen på öns norra sida, revs på 1980-talet. Konsum stängde nyårsafton 1977 efter stora protester. Butikshuset finns kvar och inhyser sedan 2017 en förskola. Det skulle dröja till maj 2018 innan Kooperativa Förbundet åter öppnade en livsmedelsbutik på Kvarnholmen. Den heter Coop Kvarnholmen och ligger i den till bostäder ombyggda före detta Spisbrödsfabriken som även inhyser Kvarnholmens centrum.

### Vägar och transporter

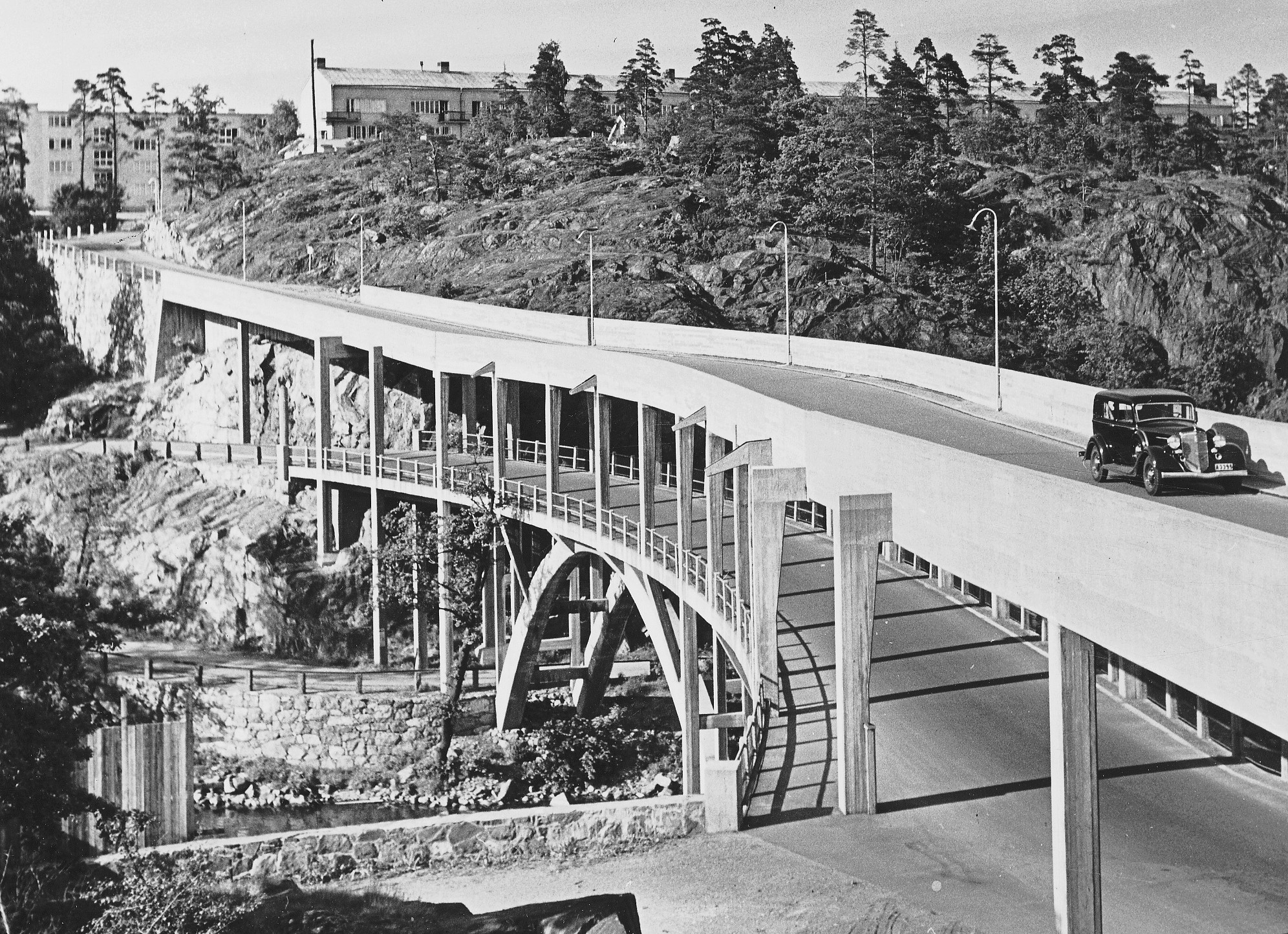
Kvarnholmsbron i två våningar, 1930-tal.

När Kvarnen Tre Kronor stod färdig 1898 hade ön ingen direkt landförbindelse, vilket gjorde att alla transporter måste ske med pråmar som transporterade allting till och från Stadsgården. Samma år som kvarnens färdigställande hade bolaget låtit bygga en båt, Tre Kronor vid Finnboda, 20x4 meter som kunde lasta 50 ton. Dessutom hade man ett flytande magasin som kunde ta 150 ton, och en bogserbåt drog den in till Stadsgården. Därifrån kördes mjöl och andra produkter vidare med häst och vagn till järnvägen eller uppköpare.
År 1923 uppfördes Kvarnholmsbron, som gick över Hästholmssundet vid Finnbergets östra sida. Vägen till Henriksdal var ganska krokig och 1925 påbörjade man vägarbeten för Kvarnholmsvägen och Brovägen. Bron och vägen var privatägda av KF som även stod bakom projekteringen. Den 22 augusti 1925 kunde den nya vägen Henriksdal–Kvarnholmen invigas av landshövding Nils Edén. Den nya vägen var en av Sveriges första privata betongvägar.
Personaltransporterna skedde även de med båt, från 1920-talet bland annat med motorfartyget Avance II, som kvarnen ägde gemensamt med Finnboda Varf och J.V Svensons Motorfabrik i Augustendal. Oljeransoneringen från 1939 gjorde dock att de transporterna upphörde.
I augusti 1927 startades busstrafiken mellan Kvarnholmen och Stockholm, 1930 tog KF över trafiken och företaget Trafik AB Stockholm-Kvarnholmen bildades. Företaget fanns kvar ända till 30 september 1968, då busstrafiken togs över av  SL. Ett helt bolags verksamhet ersattes med en förlängning av en befintlig linje (då linje 53).
I samband med tillkomst av hyres- och radhusbebyggelsen vid Tre kronors väg 1928-30 byggdes ytterligare en bro ovanpå den befintliga Kvarnholmsbron. Bron, som invigdes den 5 oktober 1932, blev Sveriges första bro i två våningar. Det övre planet revs dock 1985. För att underlätta godstransporter med lastbil sprängdes på 1970-talet Finnbergstunneln genom Finnberget. I samband med det fylldes Hästholmssundet igen för att möjliggöra trafiken.

## Bilder, äldre bebyggelse (urval)

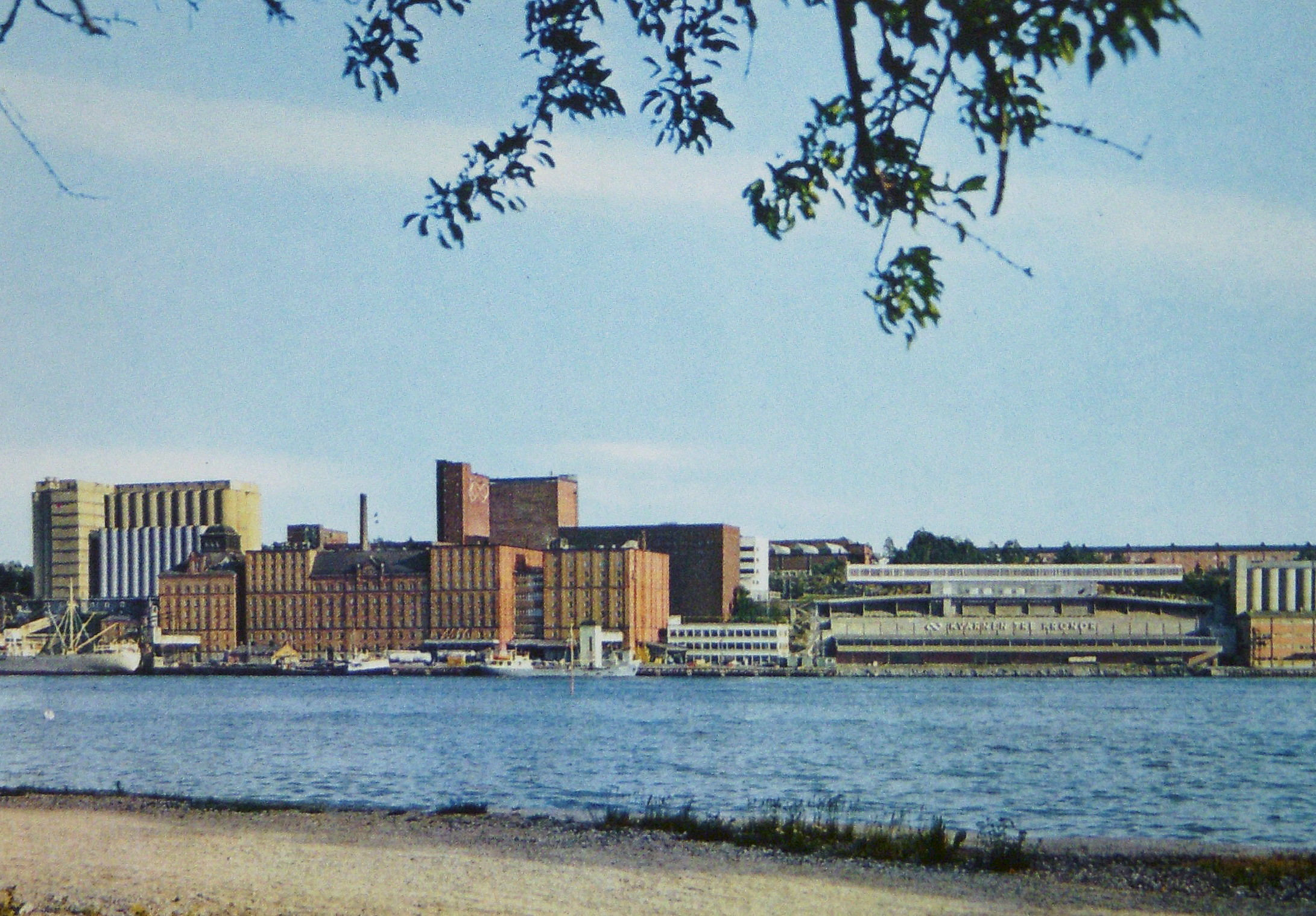
Området sett från Djurgården (Senare än 1965 eftersom Munspelet finns).
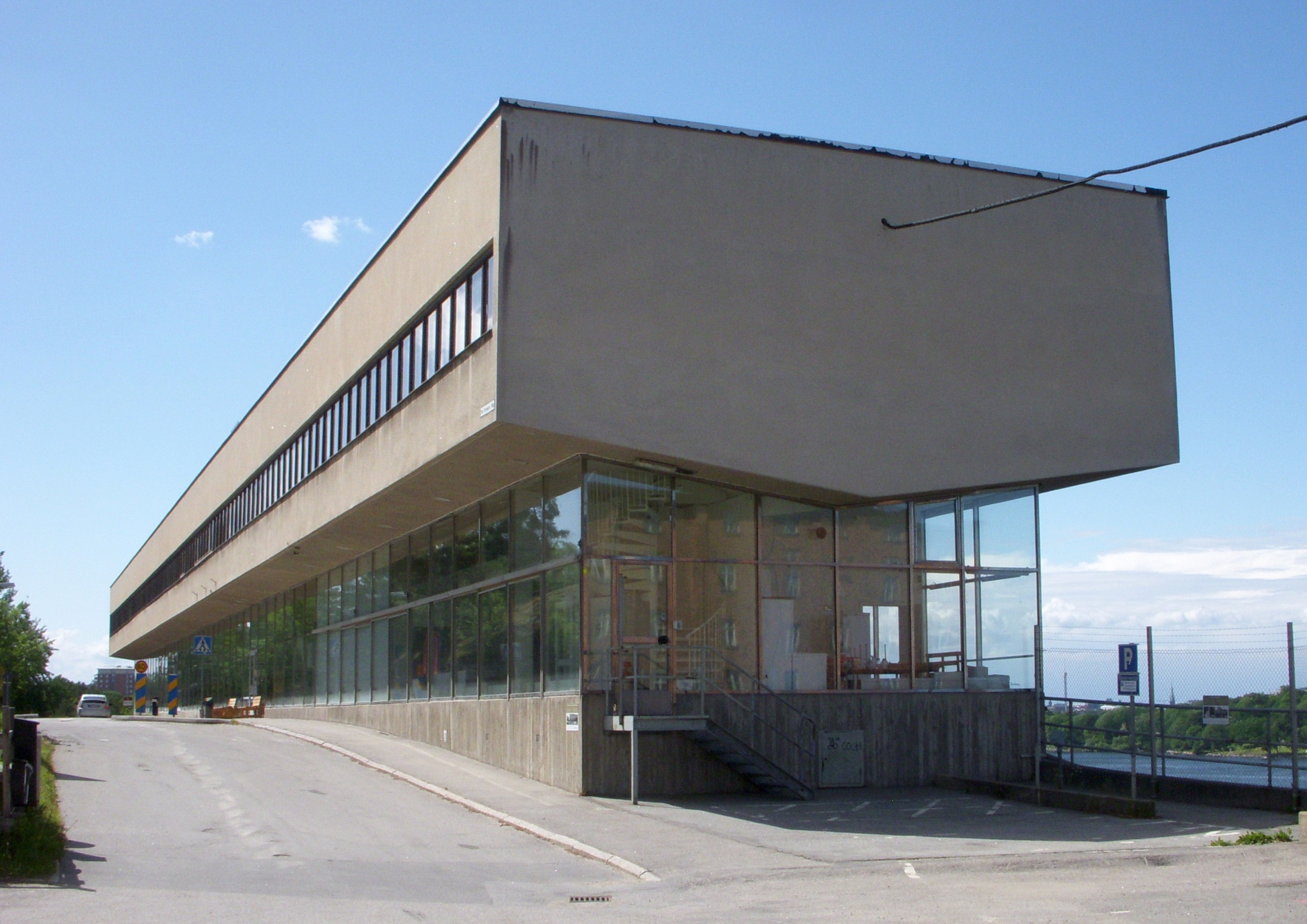
Tre kronors väg med Kvarnen Tre Kronors f.d. huvudkontor Munspelet (2010).
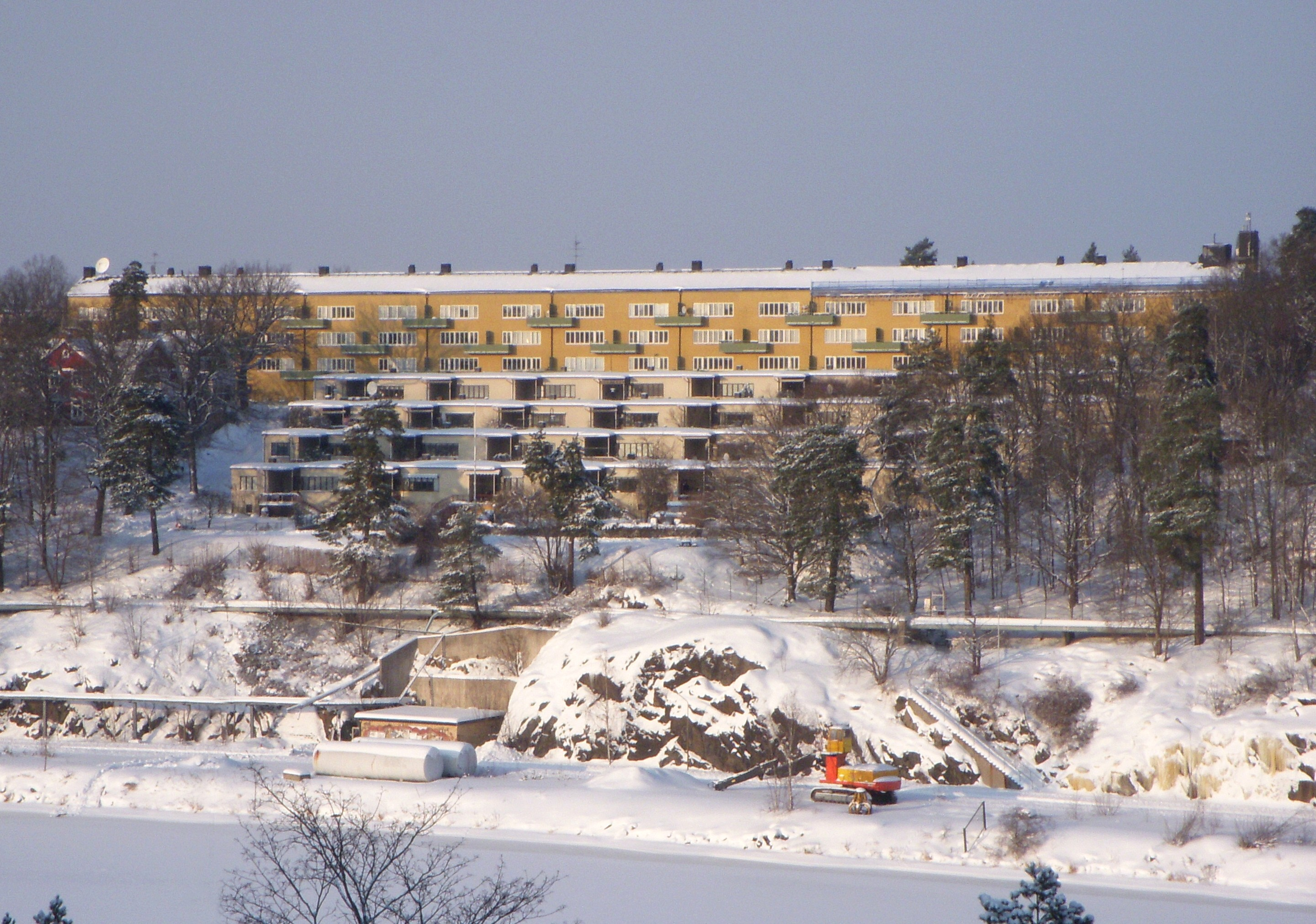
Olof Thunströms lamellhus och radhus på Kvarnholmen (2010).
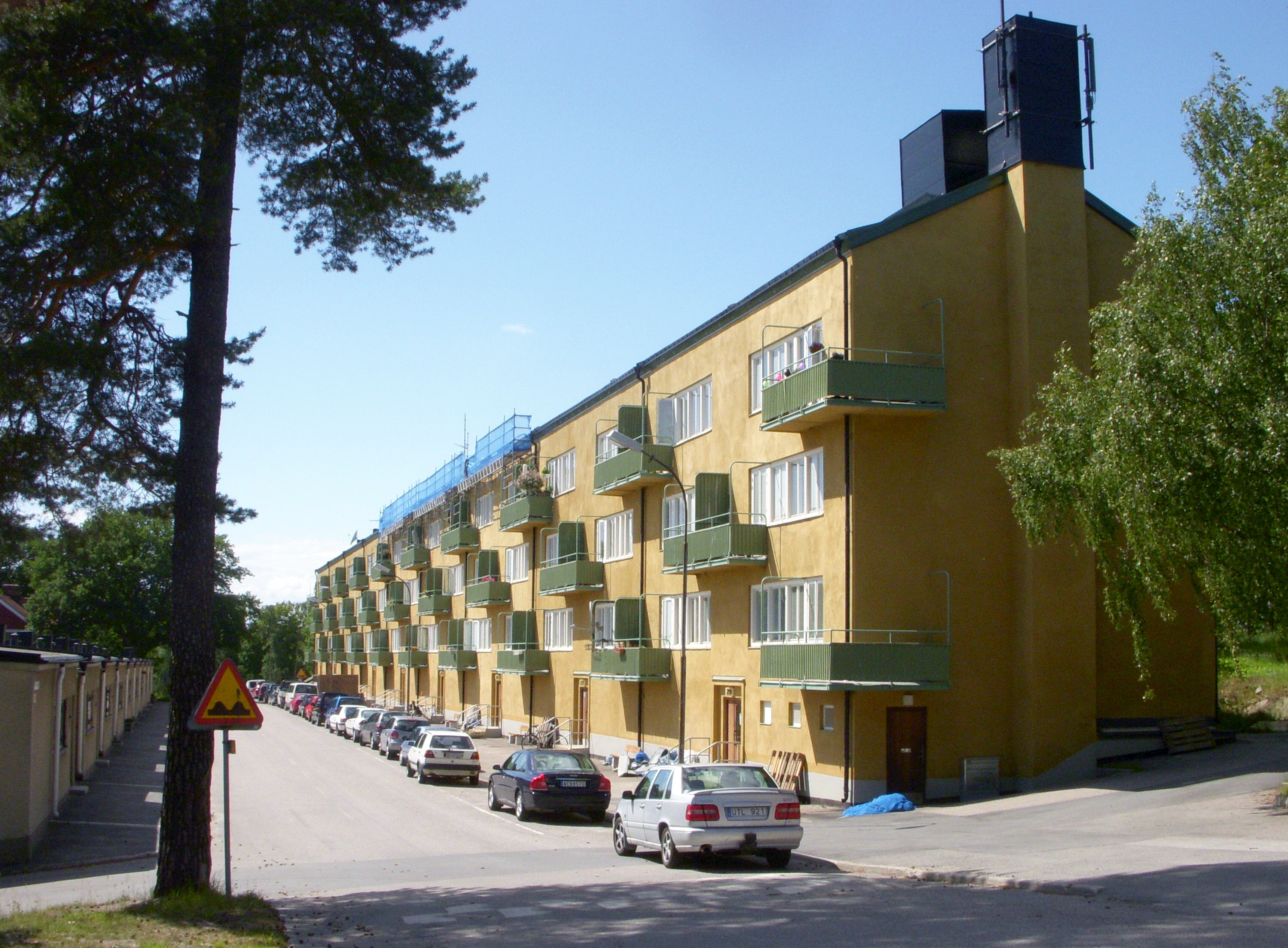
Olof Thunströms lamellhus på Kvarnholmen (2010).
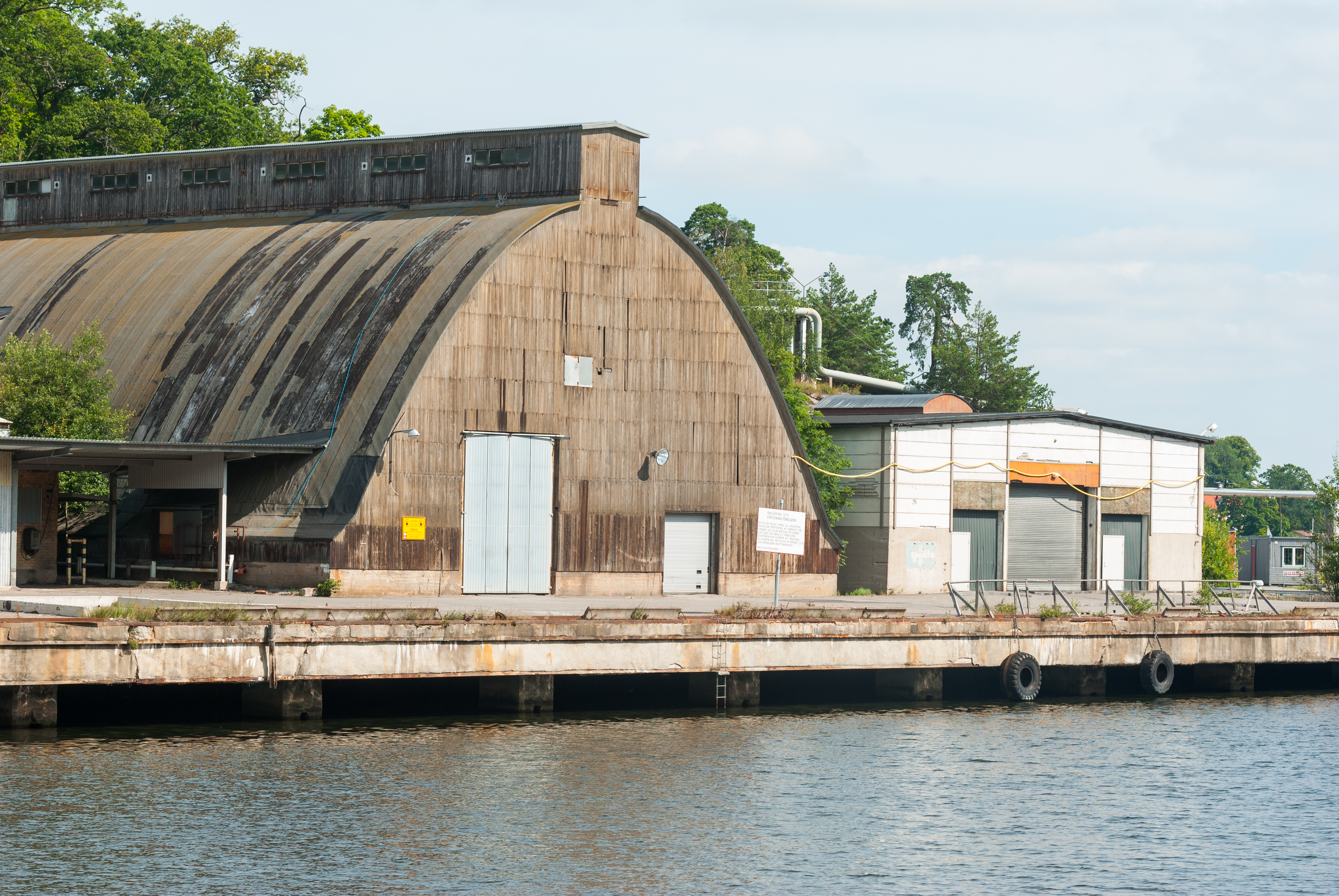
"Saltkyrkan" på Sillkajen vid Svindersviken (2012), numera riven.

## Kvarnholmen idag
Kooperativa Förbundet äger inte längre Kvarnholmen, men dess byggnader präglar ön än idag. KF:s personalbostäder från 1930-talet, två flerbostadshus och 30 radhus är idag bostadsrätter. Konsumaffären lades ned på 1980-talet, och inhyser numera förskoleverksamhet. Sedan 2006 ägs Kvarnholmen gemensamt av JM, Peab och Folksam. Via Kvarnholmen Utveckling AB (KUAB), driver dessa bolag stadsutvecklingen på Kvarnholmen.
KF har ända sedan kvarnen lades ned arbetat med olika förslag för hur Kvarnholmen ska kunna exploateras för nya syften och idag har Kvarnholmen förvandlats till en ny stadsdel med bostäder och arbetsplatser för flera tusen personer. En förutsättning var dock att OK:s/Preems verksamhet utmed Svindersviken med oljelagring i bergrum avvecklades, vilket skedde kring millennieskiftet 2000.
Inflyttningen till Kvarnholmens nya bostäder började 2012 och när hela området är färdigställt runt 2030. I slutet av 2022 bodde 2655 personer på Kvarnholmen. 2030 kommer 4458 att bo på halvön. 2040 kommer Kvarnholmen att ha 5043 invånare.
Kvarnholmen har fått ett centrum i tidigare Spisbrödsfabriken. I centrumet finns bl.a. vårdcentral, tandläkare, gym, café, pizzeria, och livsmedelsbutik. Intill kommer Nacka kommun att inrätta en hundrastgård.

## Utveckling av Hästholmssundet och Gäddviken
Inom detaljplanen Gäddviken ska ytterligare c:a 1 500 bostäder, affärslokaler och förskola byggas på södra Finnberget, i Gäddviken där Operans och Dramatens ateljéer log samt på västra Kvarnholm med Hästholmssundet. Enligt start-PM ska bostäder byggas på bl.a. befintliga båtklubbens mark.
Start-PM föreslår också flytt av Kvarnholmsvägen en nivå ner mot Svindersviken, rivning av Kvarnholmsbron, sanering av förorenad mark i Gäddviken och anläggning av krossverksamhet.
Exploateringen är en del av Nacka kommuns planer på att förtäta Sicklaön genom att bygga 11 300 bostäder och 10 000 arbetsplatser till 2035.

## Bilder, ny bebyggelse (urval)

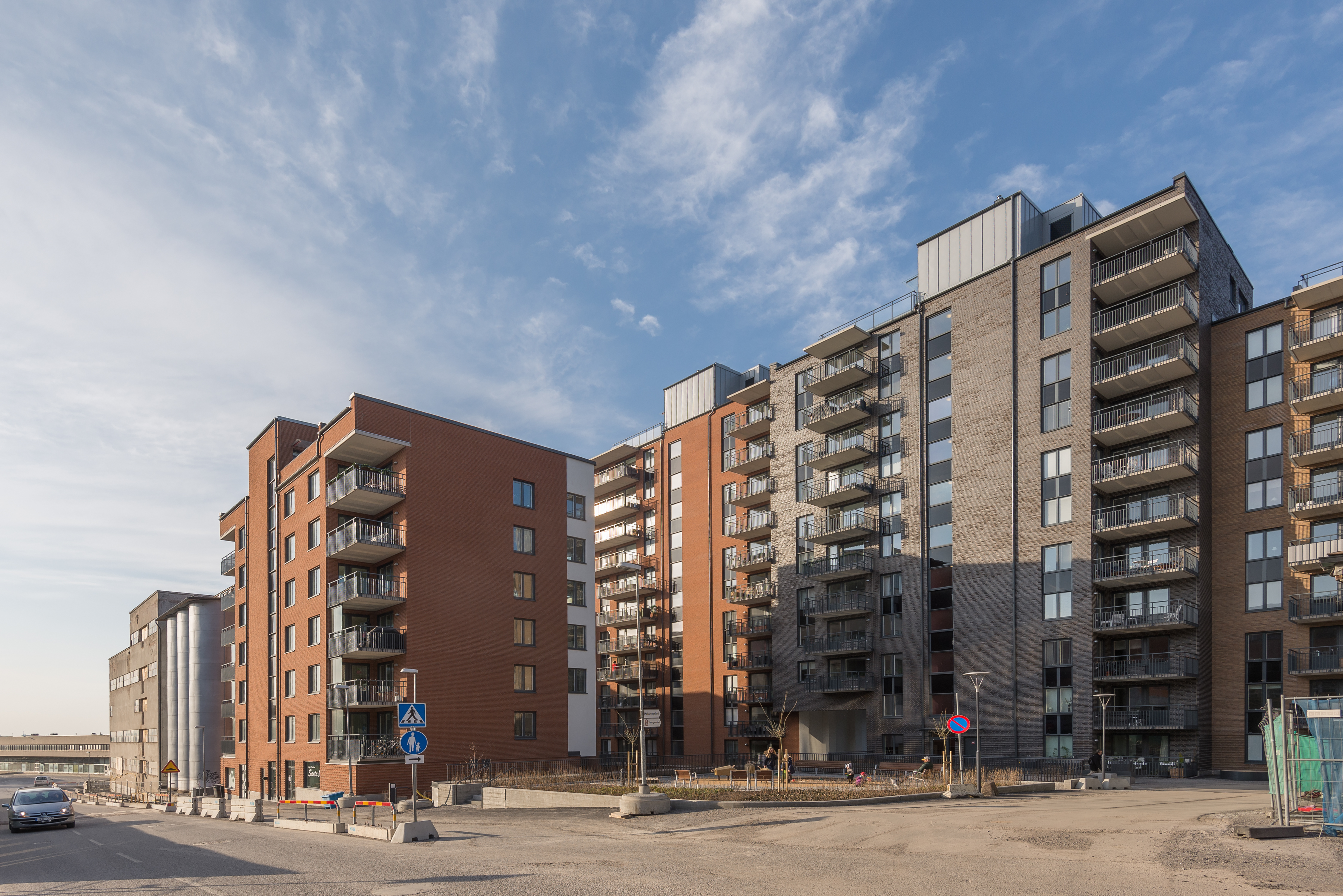
Nya bostadshus vid Kvarnholmsvägen (2015).
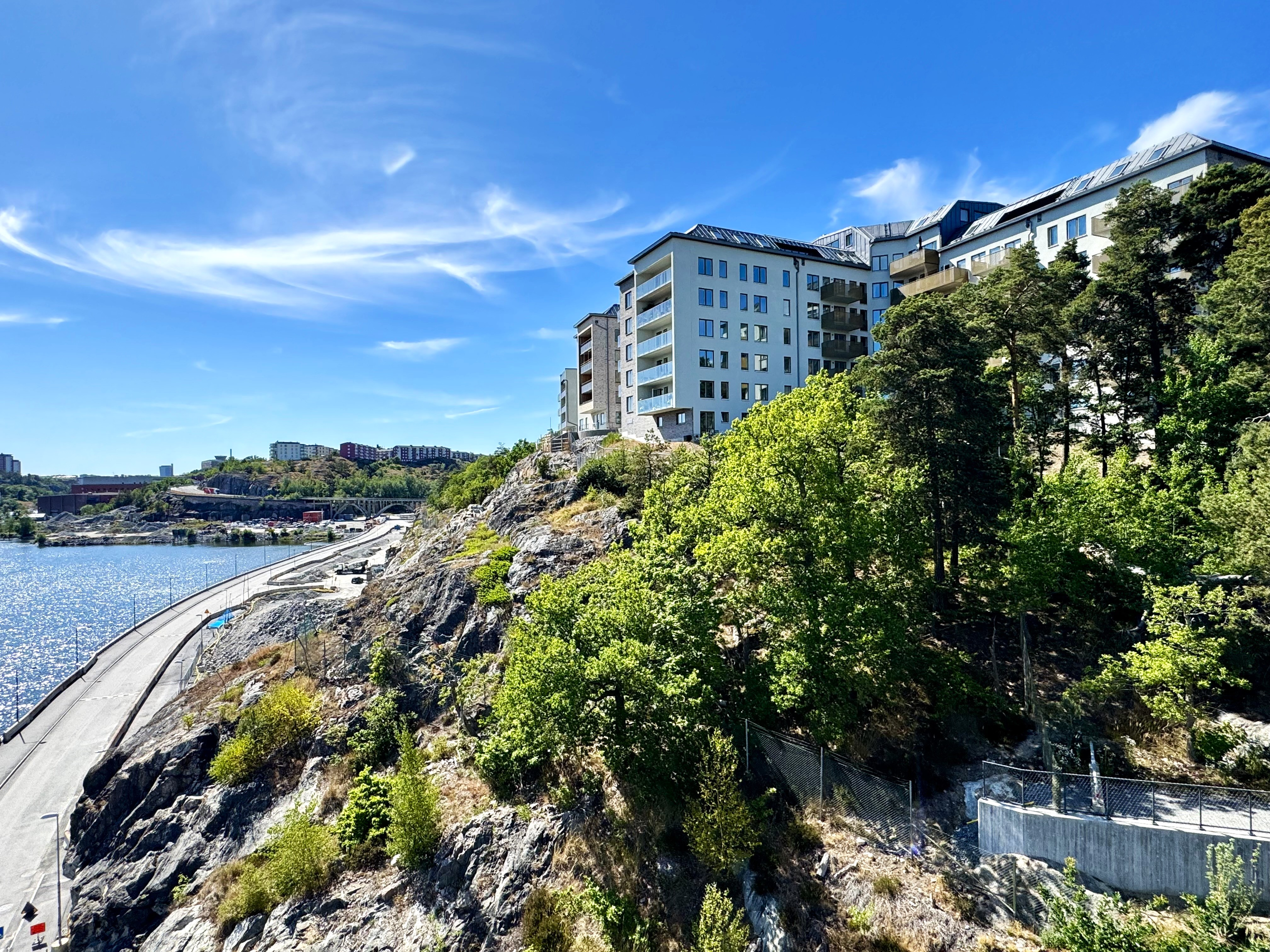
Bostadshus vid Kvarnholmsvägen. Nere åt vänster vid Saltsjön löper Södra vägen. (2025)
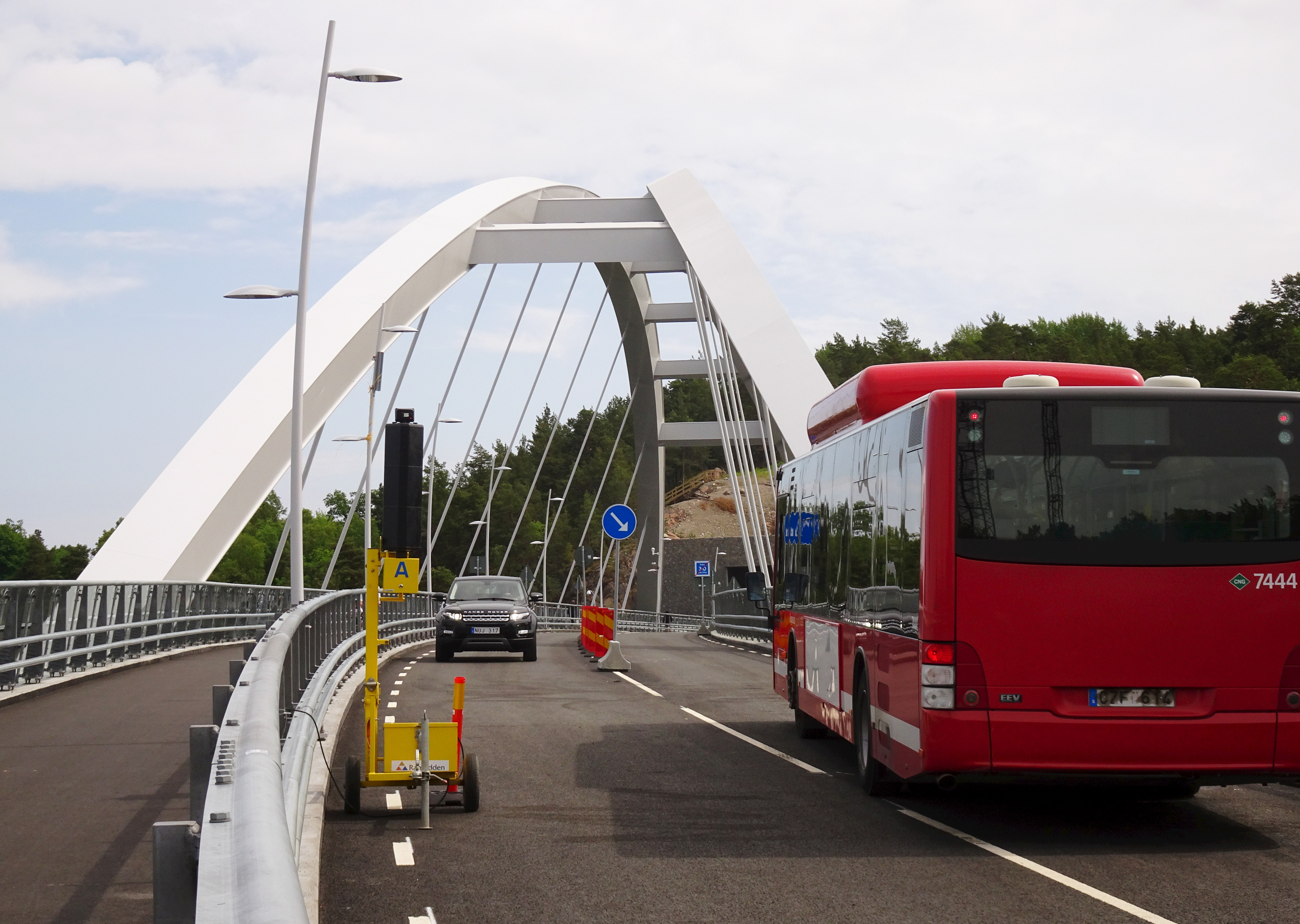
Svindersviksbron (2016).
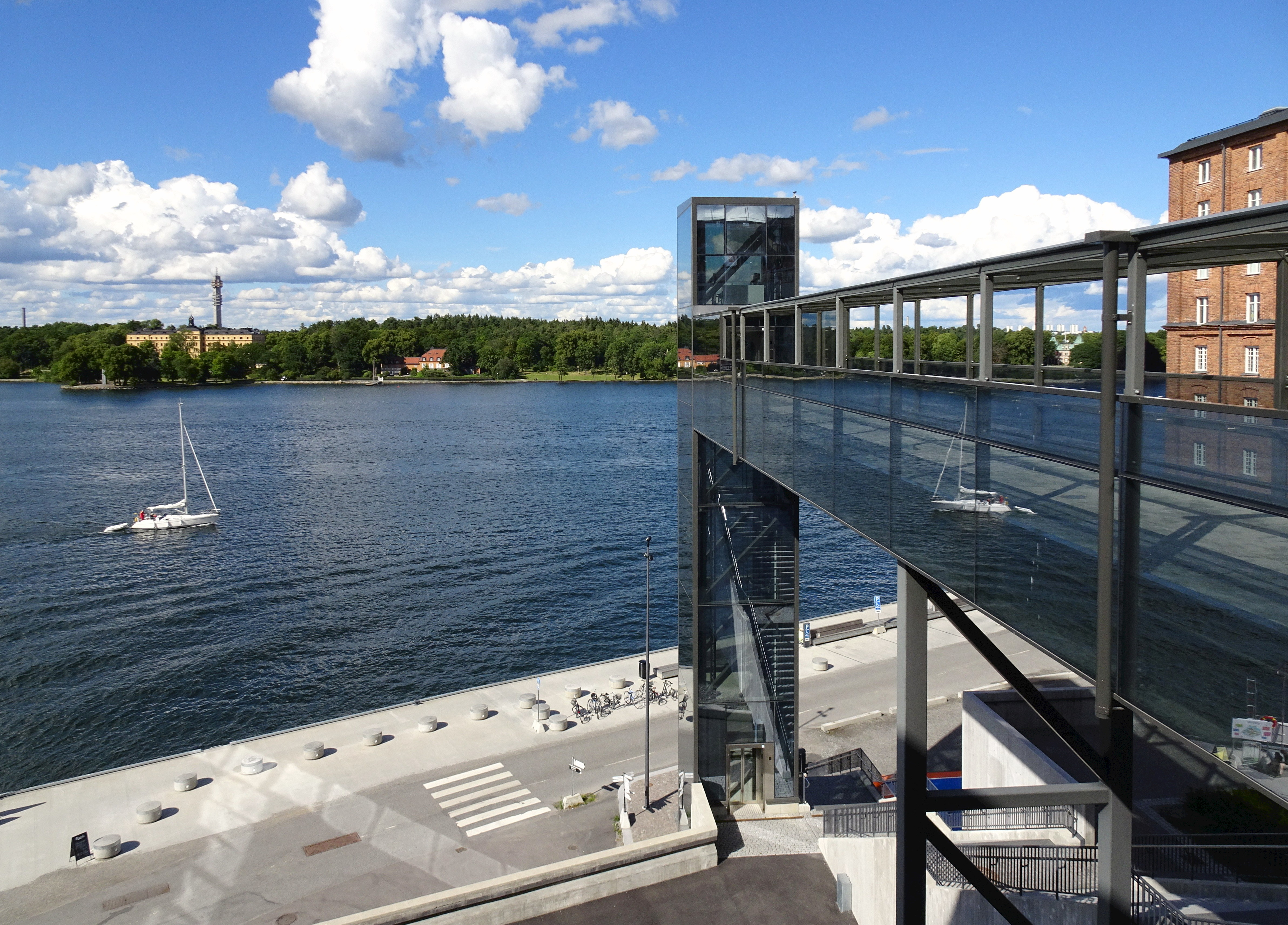
Hissen och vyn över Stockholms inlopp (2016).
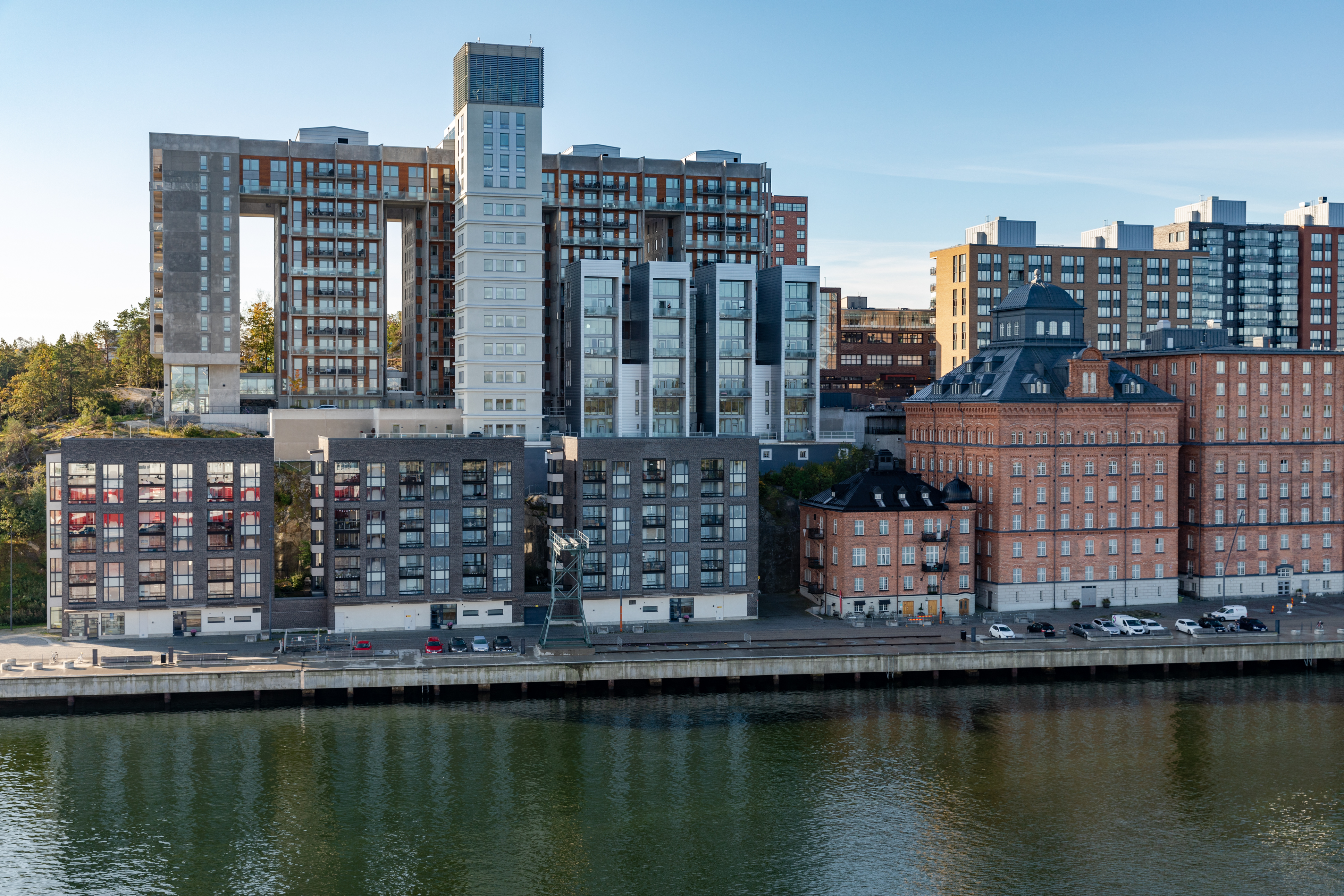
Nya och gamla byggnader vid norra kajen (2019).
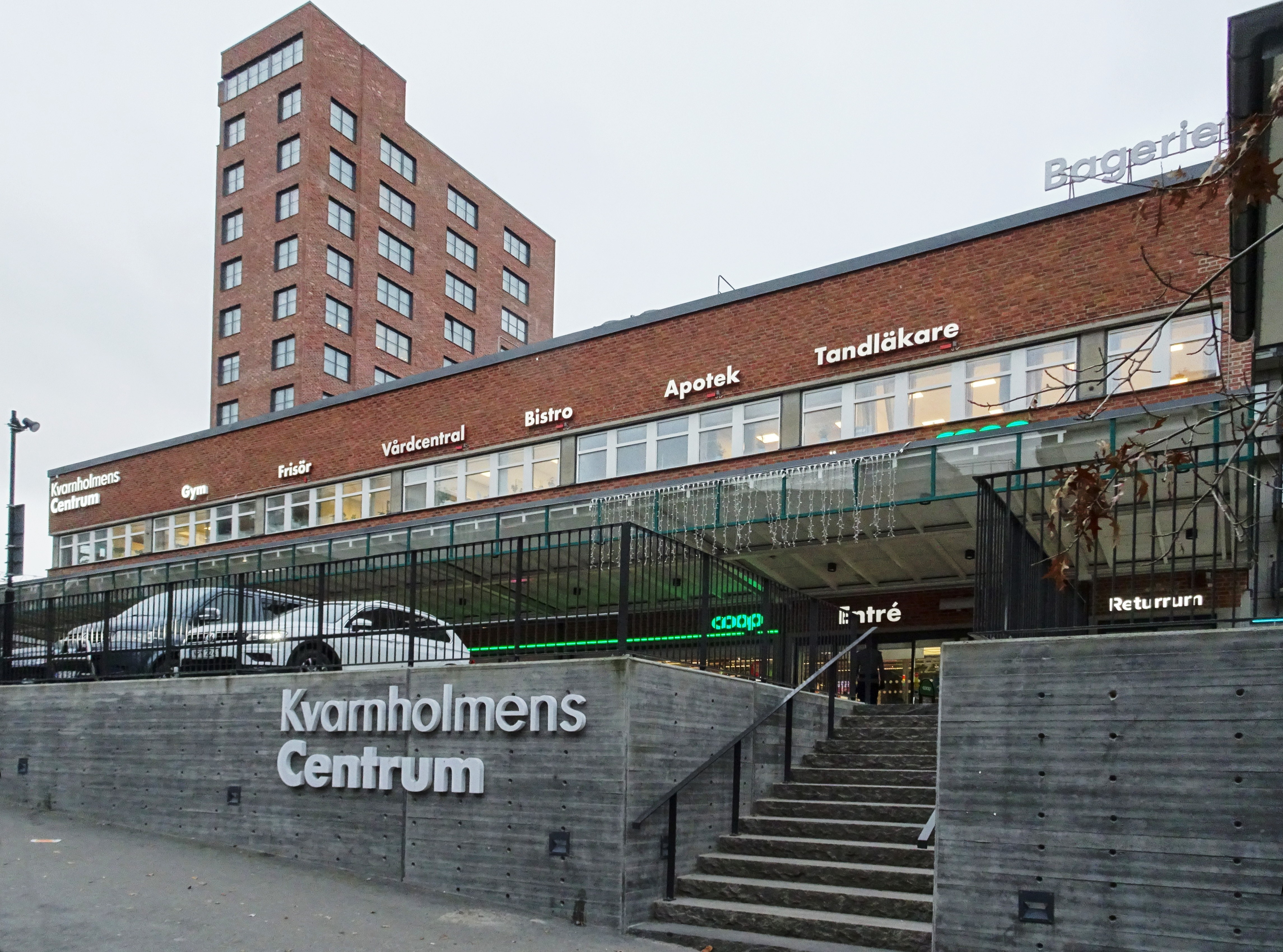
Kvarnholmens centrum (2021).

## Riksintresse för kulturminnesvården
Enligt Riksantikvarieämbetets beslut år 1989 ingår Kvarnholmen som en del i ett större område som är av riksintresse för kulturminnesvården. Motiveringen till riksintresset är enligt Riksantikvarieämbetet och Statens historiska museer: ”Farledsmiljö utmed inloppet till Stockholm, som speglar skärgårdens betydelse för huvudstadens sjöfart, livsmedelsförsörjning och rekreationsliv, som speglar levnadsbetingelserna för innerskärgårdens befolkning alltsedan medeltiden och som speglar Stockholms utbyggnad mot öster. Här kan levnadsförhållanden för olika sociala skikt utläsas, liksom utvecklingen inom transportteknik och arkitektur.”
| Kvarnholmens östra del, vy från Södra Djurgården över Stockholms inlopp, med Kvarnen Tre Kronor och silobyggnaden i färdigt skick på 1930-talet (vänster bild), samma vy i juni 2010 med kontorshuset "Munspelet" längst till höger. |  | Kvarnholmens östra del, vy från Södra Djurgården över Stockholms inlopp, med Kvarnen Tre Kronor och silobyggnaden i färdigt skick på 1930-talet (vänster bild), samma vy i juni 2010 med kontorshuset "Munspelet" längst till höger. |
| Kvarnholmens östra del, vy från Södra Djurgården över Stockholms inlopp, med Kvarnen Tre Kronor och silobyggnaden i färdigt skick på 1930-talet (vänster bild), samma vy i juni 2010 med kontorshuset "Munspelet" längst till höger. |  | |

### Webbkällor
- Nacka kommun, Planenheten: Kvarnholmen, Hästholmssundet, Östra Gäddviken - program för detaljplaner 2005
- Stockholms Läns museum, Kvarnholmen
- Sjöhistoriska museet: Kvarnholmen runt - Arkeologisk förstudie 2011